# 赫伯特·威廉·海因里希
赫伯特·威廉·海因里希（英語：Herbert William Heinrich，1886年10月6日—1962年6月22日）是二十世纪30年代美国工业安全的先驱人物。

## 生平
1886年10月6日，海因里希出生于美国佛蒙特州本宁顿。
1931年，他出版了《工业事故预防：科学方法》一书，那时他是旅行者保险公司的工程检验部助理主管。  著名的海因里希定律就是这部著作中所实证发现的。
1962年6月22日，海因里希去世，享年76岁。

## 海因里希定律
海因里希定律的主要内容是：在一个工作场所，每发生一起严重事故，背后一定有29次轻微事故和300起未遂事故。预示任何不安全事故都是可以预防的。这个定律在中文互联网上则多被讹传为“海恩定律”，并张冠李戴到德国物理学家汉斯·冯·海恩身上。
海因里希定律被该领域的专家认为是行为安全理论的基础，研究认为95%的工作事故是由不安全行为引起的。 海因里希得出这个结论之前，审查了数千份事故报告，这些作报告的负责人通常只会指责造成事故的工人，而没有对事故的根本原因进行详细调查。
虽然海因里希认为88%的工作事故是由于工人的“人为失误”造成的，但他在书中却多鼓励雇主控制危险，而不仅仅是关注工人的行为。海因里希在书中写道：“无论统计记录多么强烈地强调个人过失，也无论教育活动的必要性有多大，如果没有相关规定纠正或消除物理危险，任何安全方案都是不完整或令人不满的”。海因里希将该著作100页的内容用于机器防护这一主题，以此强调工作场所必须安全。但他的研究也因不合时宜以及不科学而受到布鲁斯·梅恩（Bruce Main）和愛德華茲·戴明（William Edwards Deming）等人的批评。